# Salvatore Maresca
Salvatore Maresca (Nápoles, 1993) es un deportista italiano que compite en gimnasia artística, especialista en la prueba de anillas.
Ganó una medalla de bronce en el Campeonato Mundial de Gimnasia Artística de 2021 y una medalla de bronce en el Campeonato Europeo de Gimnasia Artística de 2021.

## Palmarés internacional
| Campeonato Mundial | Campeonato Mundial | Campeonato Mundial | Campeonato Mundial |
| Año                | Lugar              | Medalla            | Prueba             |
| ------------------ | ------------------ | ------------------ | ------------------ |
| 2021               | Kitakyushu (Japón) | Medalla de bronce  | Anillas            |
| Campeonato Europeo |                    |                    |                    |
| Año                | Lugar              | Medalla            | Prueba             |
| 2021               | Basilea (Suiza)    | Medalla de bronce  | Anillas            |